# Ben 10 Ultimate Alien: Cosmic Destruction
Ben 10 Ultimate Alien: Cosmic Destruction è il quinto videogioco della serie di videogiochi dedicata a Ben 10, primo ad essere basato su Ben 10: Ultimate Alien. Il gioco parla di come Ben debba viaggiare per il mondo per luoghi come Tokyo, Parigi e Roma per cercare antichi artefatti della razza galvanica, necessari per salvare il mondo ancora una volta.

## Modalità di gioco
In questo gioco Ben ha a disposizione sedici alieni tra normali e Ultra. Le versioni per PlayStation 3 e Xbox 360 a differenza delle altre hanno a disposizione un alieno unico che cambierà a seconda della piattaforma: 2x2 per la prima, Tigre per la seconda. Inoltre, il gioco introduce la nuova funzione "Quick Switch" che permette al giocatore di cambiare velocemente alieno e include eventi in cinematica "Quick Time" che guidano i giocatori nei confronti contro i boss e nella risoluzione degli enigmi.